# Verminator
Verminator è un videogioco a piattaforme pubblicato nel 1989 per Atari ST dalla Rainbird. Il protagonista è un elfo verde con tre gambe che deve disinfestare una surreale foresta da parassiti sotto forma di mostri di ogni genere. Inizialmente è armato di un martello di legno, ma nello scenario può trovare negozi di armi ed equipaggiamento, banche, strozzini e casinò. La visuale è di lato e lo scenario si estende in orizzontale e verticale, con schermate che scorrono a scatti.
Era in preparazione anche una versione per Amiga, mai realizzata.